# 장칭준
장칭준(한자: 張 慶軍), (영어: Qing Jun Zhang)은 중국의 킥복싱 선수다. 1986년 5월 18일생으로 중국에서 태어났다.

## 생애

### 정보
키 185cm에 체중은 95kg대로 대체로 가벼운 체격이다. 주 베이스는 산타이다. K-1대회는 서울에서만 2번 출전했다. 2004년 서울GP K-1 데뷔전에서는 아케보노를 맞아 치열한 접전 끝에 판정승으로 꺾었다. 2전째인 2005 서울GP에서는 무에타이 파이터 카오클라이 카엔노르싱에게 판정패했다. 그의 소속팀은 북경성화파이팅클럽에 속해 있다. 2008년 7월 13일 아시아GP 토너먼트에서 박용수와 상대했어야 하는데 비자 문제로 결장을 하게 된다.

### 입식 격투 전적
- 2전 1승 1패(0 KO)

| 경기일자        | 상대                  | 결과 | 내용        | 대회                      |
| --------------- | --------------------- | ---- | ----------- | ------------------------- |
| 2005년 3월 19일 | 카오클라이 카엔노르싱 | 패   | 3R 판정     | K-1 월드 GP 2005 in seoul |
| 2004년 7월 17일 | 차드 로완             | 승   | 4R 연장판정 | K-1 월드 GP 2004 in seoul |

## 타이틀
- 2001 강소성 무술산타왕 헤비급 챔피언
- 2002 강소성 무술산타 챔피언십 헤비급 챔피언
- 2002 상해체육원 산타경기 헤비급 챔피언
- 2004 세계 IMF 격투기 경기 in 대만 헤비급 챔피언